# Jiřická lípa
Jiřická lípa (také známa jako lípa Jana Želivského) je památný strom, který roste v obci Jiřice na Humpolecku.

## Základní údaje
- název: Jiřická lípa, lípa Jana Želivského
- výška: 15 m (1978),[2][1] 20 m (1996)[2]
- obvod: 785 cm (1978),[3] 800 cm (1978),[2][1] 812 cm (1993),[3] 828 cm (1996)[2][3]
- síla dřeva kolem dutiny: 13 cm[4]
- věk: 600-800 let
- sanace: cca 2002
- umístění: kraj Vysočina, okres Pelhřimov, obec Jiřice
- souřadnice: 49°33′12.20″N 15°18′59.74″E

## Stav stromu a údržba
Staří obyvatelé vyprávějí, že lípa mívala mohutně rozvětvené kořeny, které šly až přes cestu. Protože přes ně jezdily povozy a chodili pěší, začala lípa usychat. Při stavbě nové silnice neopomněli Jiřičtí lípu, navršili na kořeny půdu a vybudovali kolem ní taras. Od té doby lípa (i přes několik zásahů bleskem) zmlazuje.
Dále se lípě v roce 2002 věnoval místní okrašlovací spolek.

## Historie a pověsti

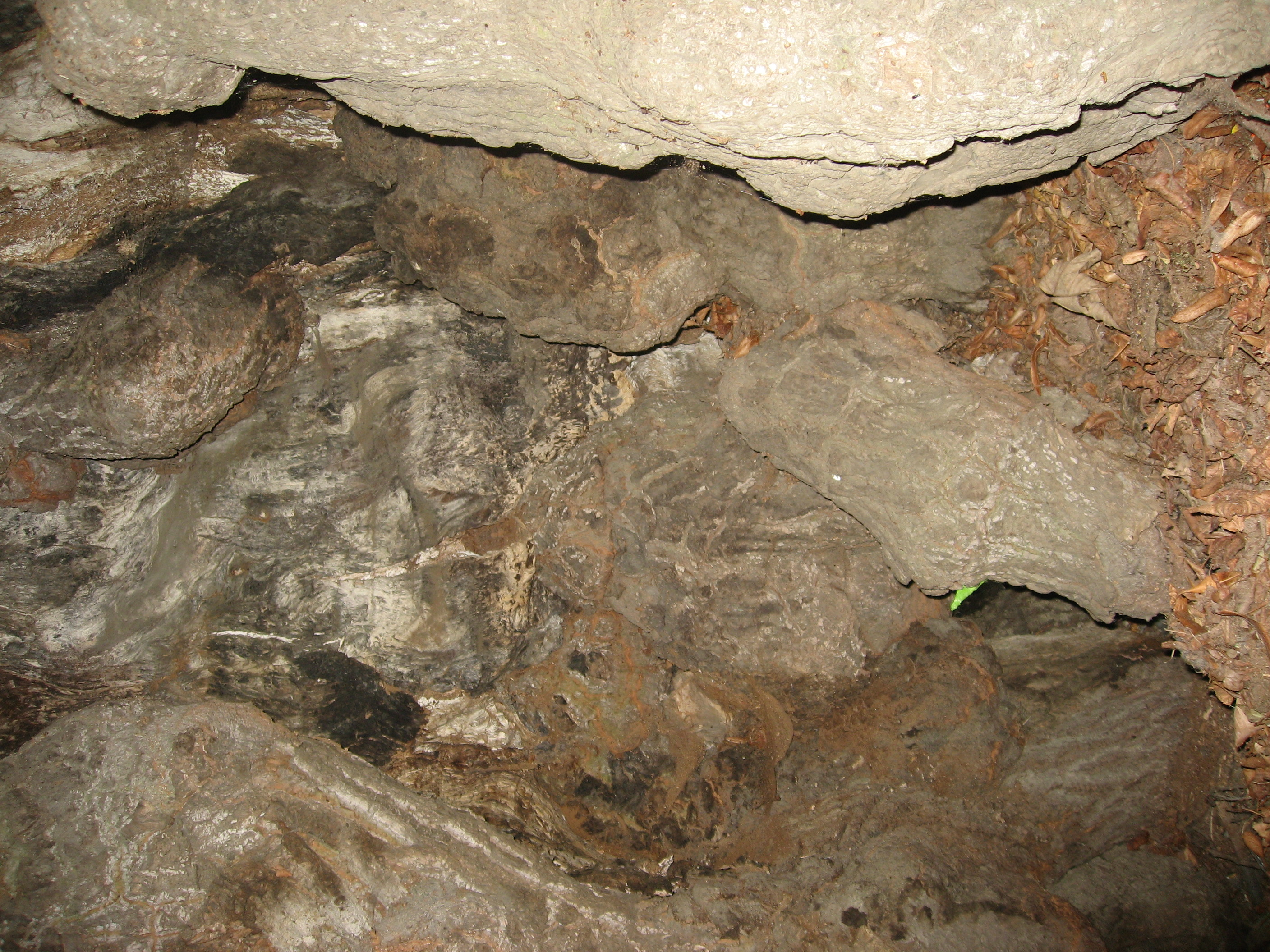
dutina lípy
červen 2007

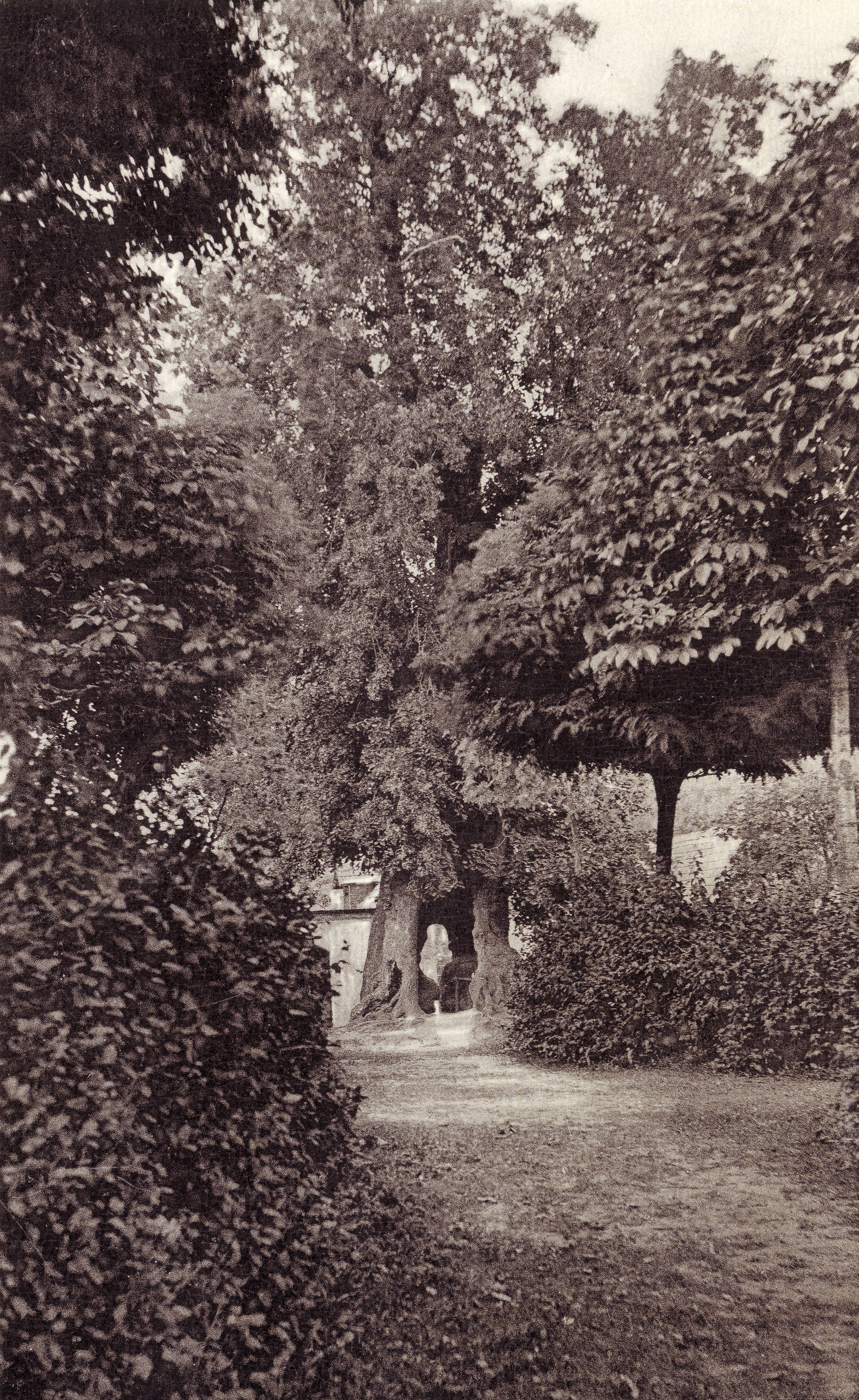
Lípa Jana Želivského v Jiřicích
pravděpodobně 1920-1930

Než odešel Jan Želivský do Prahy, působil jako farář v Jiřicích. Často si prý pod lípou povídal s místními obyvateli a nejednou se sešlo obyvatel víc a z rozprávky se stalo kázání.
Pověst říká, že si před mnoha lety vyšla hraběnka z Orlíku na návštěvu na tvrz do Speřic. Zdržela se dlouho do večera a po cestě domů ji přepadla noc. V místě současných Jiřic ještě byly husté lesy a hraběnka, která se v nich ztratila, tu musela přenocovat. Když se druhý den v pořádku vrátila domů, nechala v místě svého noclehu zasadit lípu.
Podle pověsti měla být lípa poražena, ale sotva se jí dřevaři dotkli, objevila se krev. Dřevaři práci zastavili a lípa tak stojí dodnes.

## Zajímavosti
Po památné lípě byl nazván i místní občasník Jiřická lípa. V lípě se může pohodlně usadit až 6 osob, celková kapacita dutiny činí 10 osob. Stromu byl věnován prostor v televizním pořadu Paměť stromů, konkrétně v dílu č.3: Slovanská lípa vs. germánský dub.

## Památné a významné stromy v okolí
- Duby u koupaliště (Humpolec)
- Lípy na Havlíčkově náměstí (Humpolec)
- Buk na Orlíku